# Börlingen
Börlingen är en sjö i Eksjö kommun och Ydre kommun i Östergötland och ingår i Emåns huvudavrinningsområde. Sjön har en area på 0,182 kvadratkilometer och ligger 150,1 meter över havet. Sjön avvattnas av vattendraget Silverån.

## Delavrinningsområde
Börlingen ingår i det delavrinningsområde (639837-147637) som SMHI kallar för Utloppet av Börlingen. Medelhöjden är 226 meter över havet och ytan är 44,11 kvadratkilometer. Det finns ett avrinningsområde uppströms, och räknas det in blir den ackumulerade arean 75,58 kvadratkilometer. Silverån som avvattnar avrinningsområdet har biflödesordning 3, vilket innebär att vattnet flödar genom totalt 3 vattendrag innan det når havet efter 154 kilometer. Avrinningsområdet består mestadels av skog (84 procent). Avrinningsområdet har 0,18 kvadratkilometer vattenytor vilket ger det en sjöprocent på 0,4 procent.